# Parc Natural de les Muntanyes de Maramureș
El Parc Natural de les Muntanyes de Maramureș (en romanès: Parcul Natural Munții Maramureșului) és una zona protegida (parc natural categoria V UICN) situada a Romania, a la part nord del comtat de Maramureș.